# Villamor de la Ladre
Villamor de la Ladre es una localidad española perteneciente al municipio de Bermillo de Sayago, en la provincia de Zamora, y la comunidad autónoma de Castilla y León.

## Geografía
Su término pertenece a la histórica y tradicional comarca de Sayago. Junto con las localidades Fadón, Bermillo, Fresnadillo, Gáname, Piñuel, Torrefrades y Villamor de Cadozos, conforma el municipio de Bermillo de Sayago.

## Topónimo
Los topónimos Villamor, si bien son analizables como «Villa (de un propietario llamado) Amor» o «Ammûr», pueden esconder otros orígenes. Entre ellos, uno de los más plausibles es la evolución típicamente leonesa de «Villamayor». Se produce un ensordecimiento de la semiconsonante «y» (mayor > maor), seguido de una monoptongación del hiato resultante (maor > mor). En portugués, la evolución desde el latín «mājor» hasta mor es muy general en la toponimia. Esta argumentación se ampara en que el vecino Villamor de Cadozos y el también zamorano Villamor de los Escuderos aparecen en la documentación medieval como Villa mayor, Villa Maor.

## Historia
En la Edad Media, Villamor de la Ladre quedó integrado en el Reino de León, época en que habría sido repoblado por sus monarcas en el contexto de las repoblaciones llevadas a cabo en Sayago, datando su primera referencia escrita del siglo XIII.
Posteriormente, en la Edad Moderna, Villamor de la Ladre estuvo integrado en el partido de Sayago de la provincia de Zamora, tal y como reflejaba en 1773 Tomás López en Mapa de la Provincia de Zamora. Perteneció a la cuadrilla de Bermillo, que era una de las cuatro en que se dividía el antiguo partido de Sayago dentro de la jurisdicción de la ciudad de Zamora.
Así, al reestructurarse las provincias y crearse las actuales en 1833, la localidad se mantuvo en la provincia zamorana, dentro de la Región Leonesa, integrándose en 1834 en el partido judicial de Bermillo de Sayago, dependencia que se prolongó hasta 1983, cuando fue suprimido el mismo e integrado en el partido judicial de Zamora.
Hasta 1971 fue municipio independiente. En 1966 quedó agrupado con el municipio de Luelmo a efectos de sostener un secretario de ayuntamiento común, y con fecha 14 de octubre de 1971 se aprueba la incorporación de la localidad como pedanía del municipio de Bermillo de Sayago.

## Geografía humana

### Demografía
| Gráfica de evolución demográfica de Villamor de la Ladre entre 1842 y 1970 |
| |
| Población de derecho según los censos de población del INE Población de hecho según los censos de población del INEEntre el censo de 1981 y el anterior, este municipio desaparece porque se integra en el municipio 49023 (Bermillo de Sayago) |

## Patrimonio

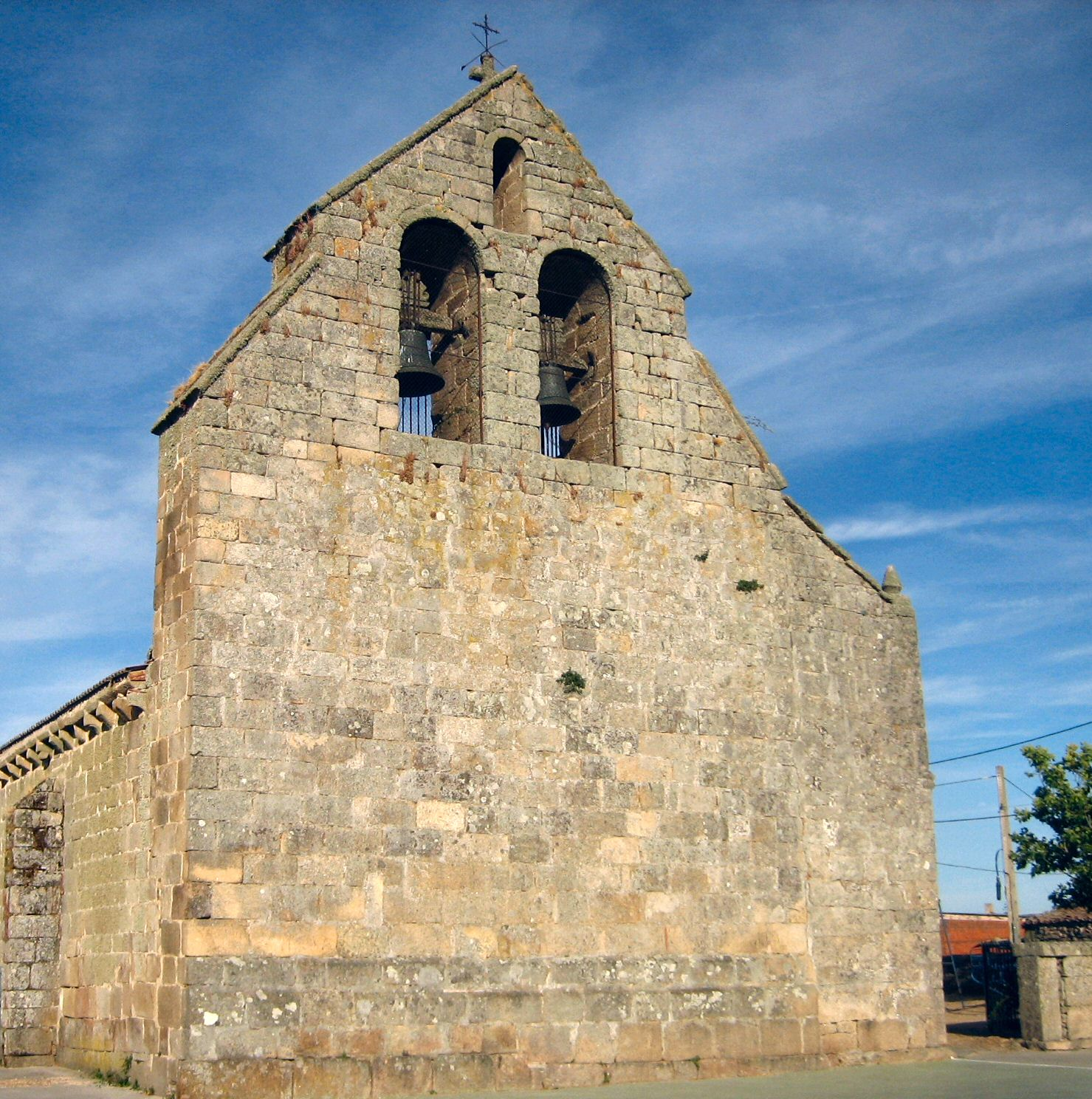
Cabecera de la iglesia, que sirve de frontón para el pueblo.

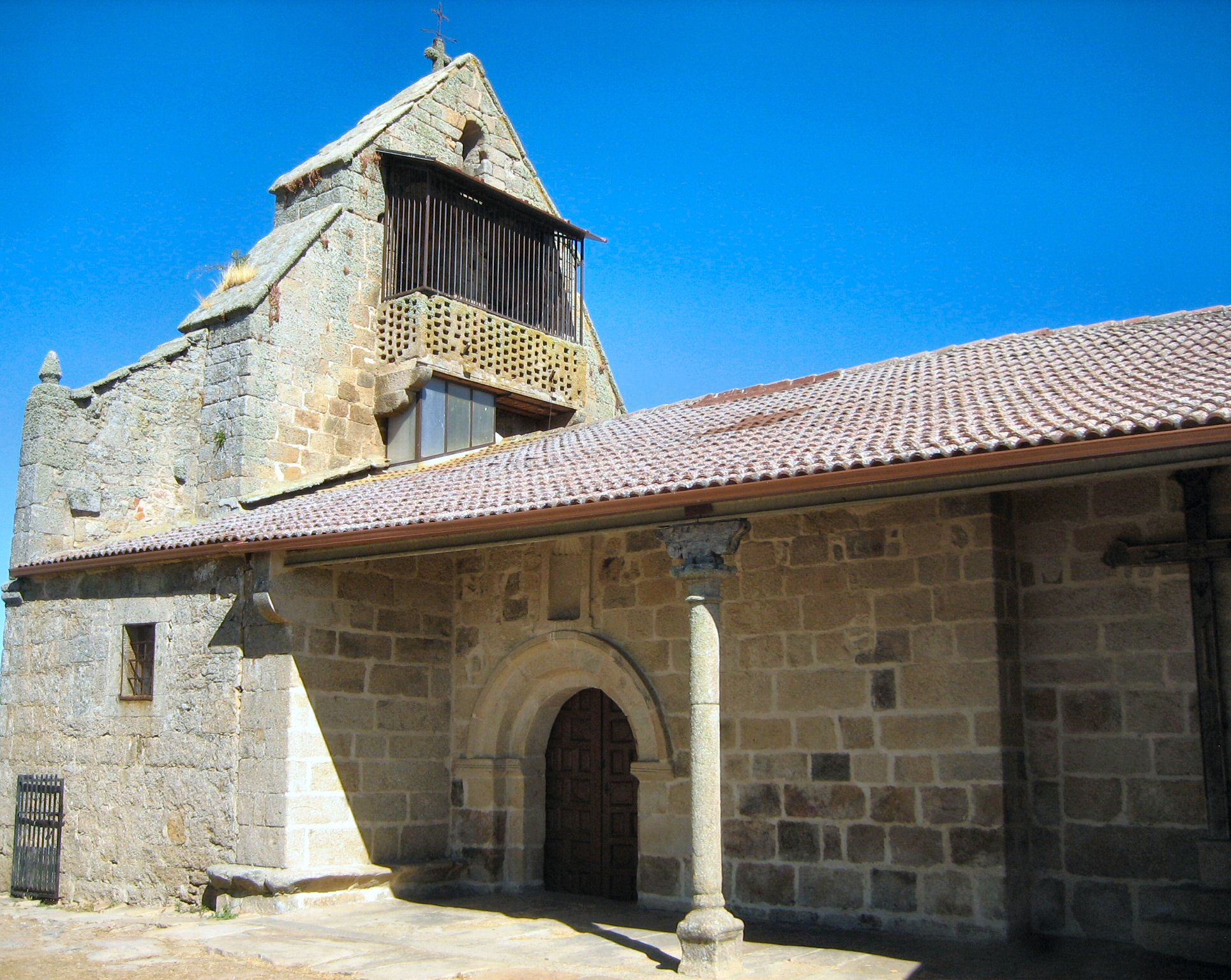
Iglesia de Villamor de la Ladre, románica, iniciada en el con añadidos posteriores.

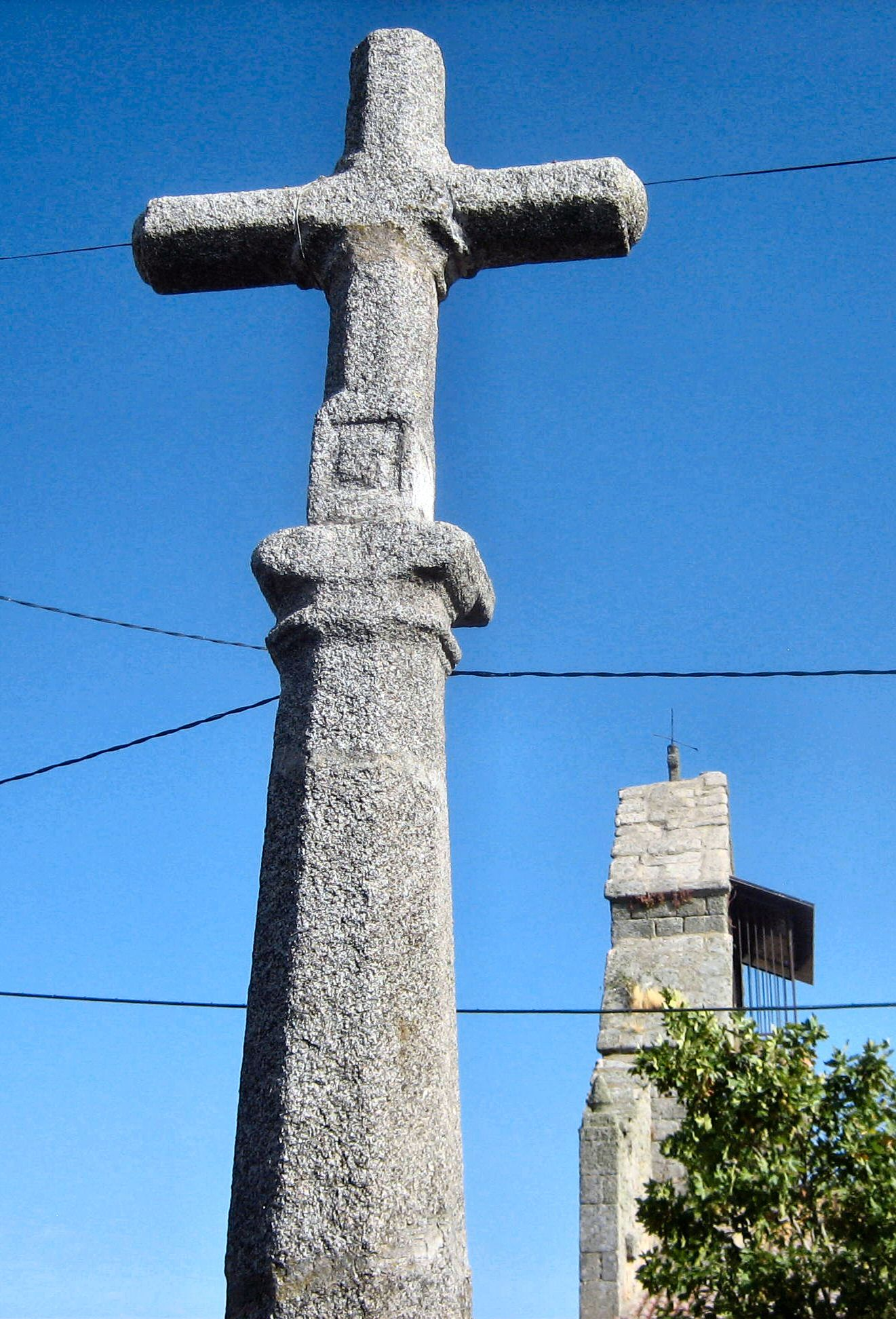
Crucero junto a la iglesia.

El vecindario, en  su mayoría, ha respetado la construcción tradicional. En general, sus casas aún presentan la estructura y elementos tradicionales de la casa sayaguesa, con sus suelos de lanchas de piedra, la prezacasa y la cocina con chimenea de campana. El recorrido por sus calles, el paseo por entre sus cortinas y arboledas permitirán al visitante llegar a olvidar el tiempo. La piedra, de gran calidad, es extraída del pago El Escobalico.

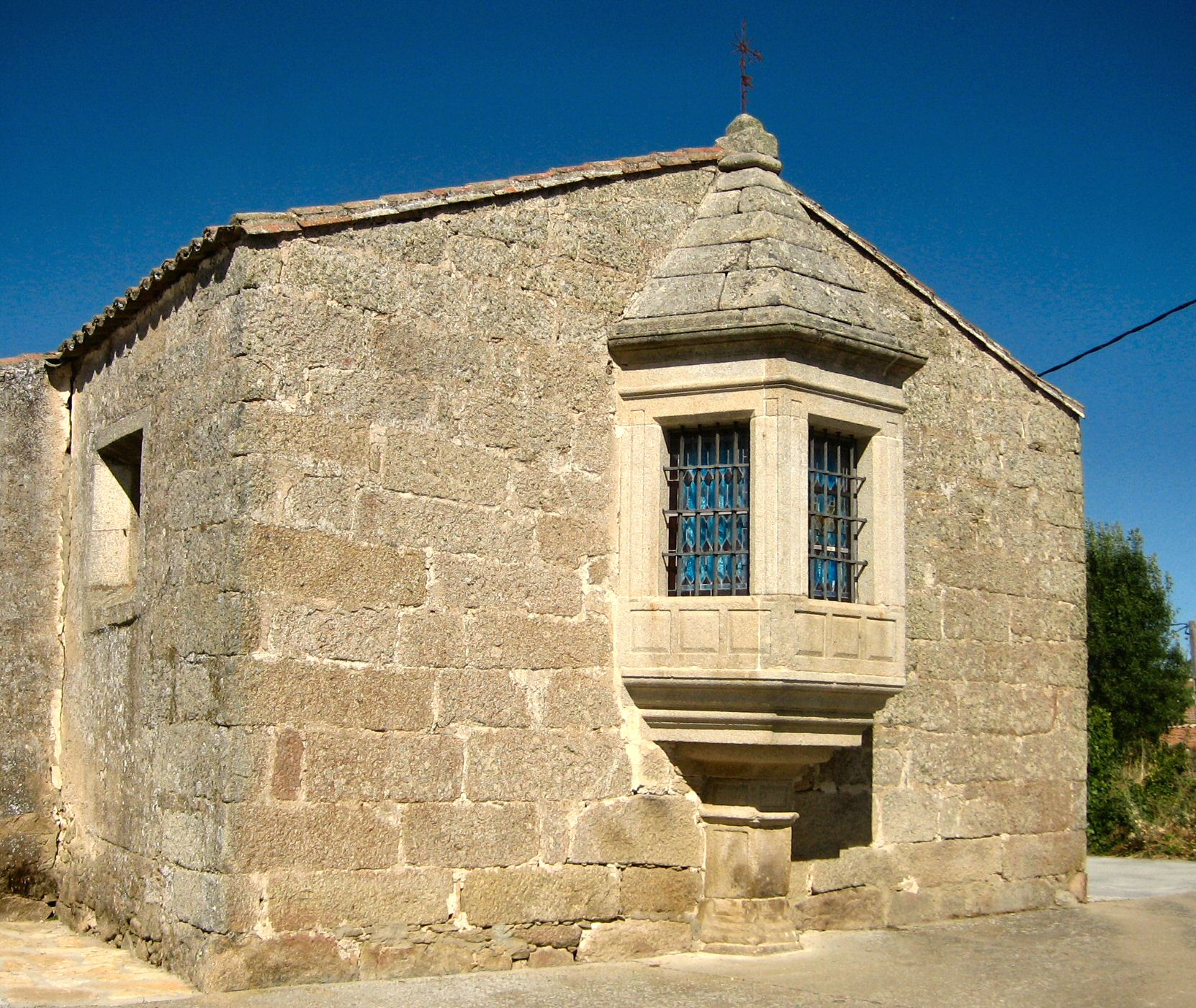
Ermita de Mediavilla, mostrando el camerino de la Virgen.

Ermita de Mediavilla
Cuenta la tradición que en este lugar se apareció la Virgen, razón por la que se edificó esta ermita, en cuyo interior se guarda una talla de Nuestra Señora de Mediavilla o Virgen del Camino. A ella se recurría en momentos de sequía y se la daba culto en una misa especial, a la que acudían los pastores. Bajo el campanario y labrada en el granito. figura la fecha de construcción del actual templo, 1869. Igualmente es de interés el camerino que sobresale del edificio en el altar mayor y que da cobijo a la estatua de la virgen. Tradicionalmente su fiesta se celebra el 8 de septiembre y hasta hace unas décadas se celebraba una feria en la localidad a la que acudían campesinos y ganaderos de toda la zona. Actualmente la feria se ha extinguido, pero la fecha se celebra con misa y una comida popular de los vecinos.
Iglesia parroquial
Románica por su espadaña como por los canecillos que aún conserva en su muro norte. Guarda en su interior una imagen del siglo XIII de la virgen sentada con el niño en su regazo y un retablo del siglo XVII que hace alusión al juicio final. Se conserva una pila bautismal de granito del siglo XVI. Hacia finales del siglo XV o principios del siglo XVI, el templo fue ampliado como atestiguan los frescos góticos aparecidos al retirarse, recientemente, el encalado, bajo el que aparecieron letras góticas al uso durante el periodo. También aparecieron dos amplios frescos en el altar mayor con las figuras de San Miguel Arcángel y de Santiago apóstol, cuyo estilo es el propio de la época mencionada (reinado de los reyes Católicos o de Carlos I).

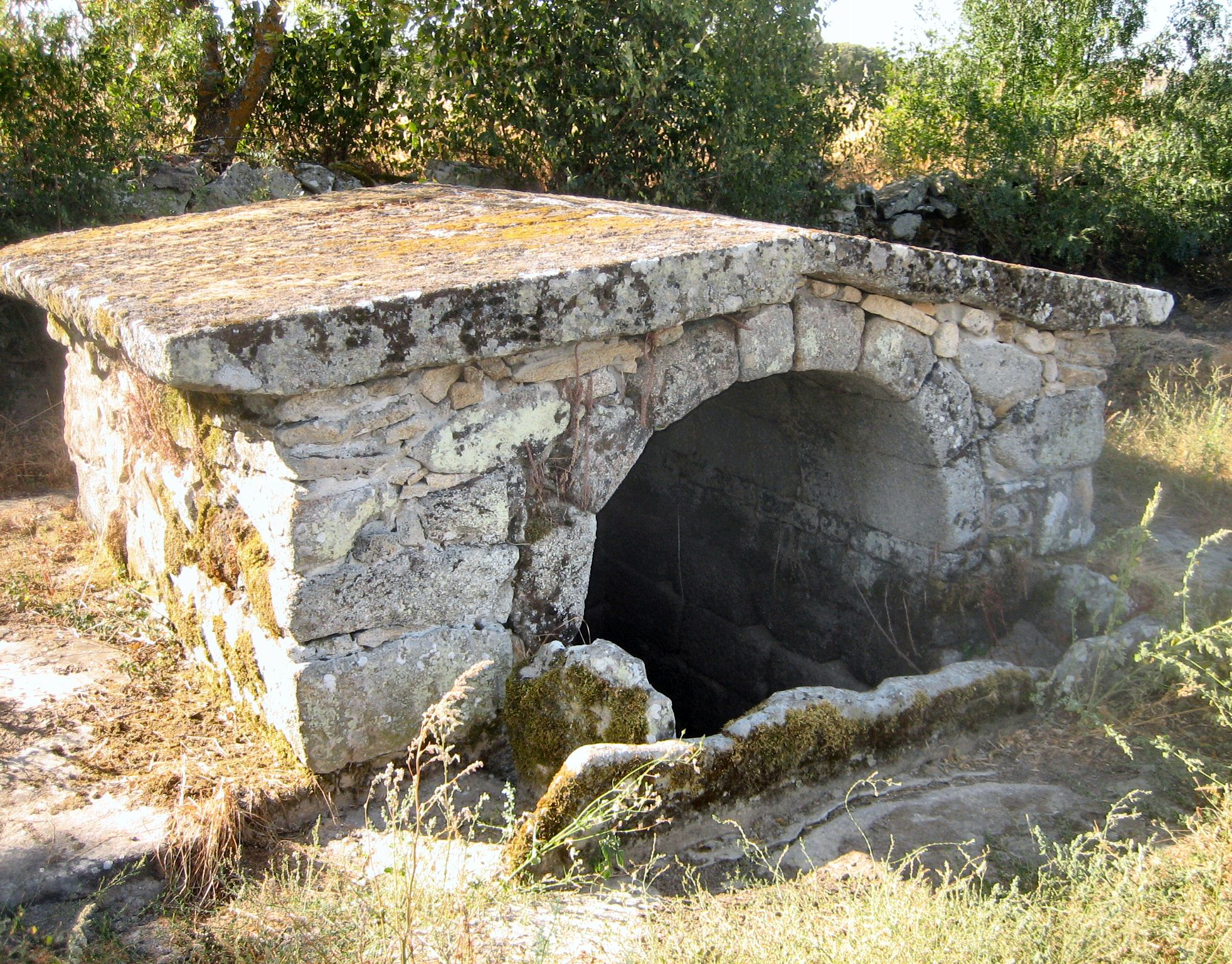
Fuente Concejo, de origen romano.

Fuente Concejo
Construcción característica de la comarca, tiene bóveda de cañón con tejado a dos aguas y escaleras que descienden hasta el fondo. Se le atribuye un posible origen romano o medieval, al igual que a otras construcciones similares de la comarca. Tradicionalmente era la fuente que abastecía a la población, de ahí que no se permitiese su uso por parte del ganado.
Crucero
Se conserva un crucero de principios del siglo XVIII entre la plaza y la ermita, de líneas sencillas y elevado sobre una escalinata. Ha sido recientemente restaurado por los daños sufridos al golpearlo y derribarlo un vehículo.

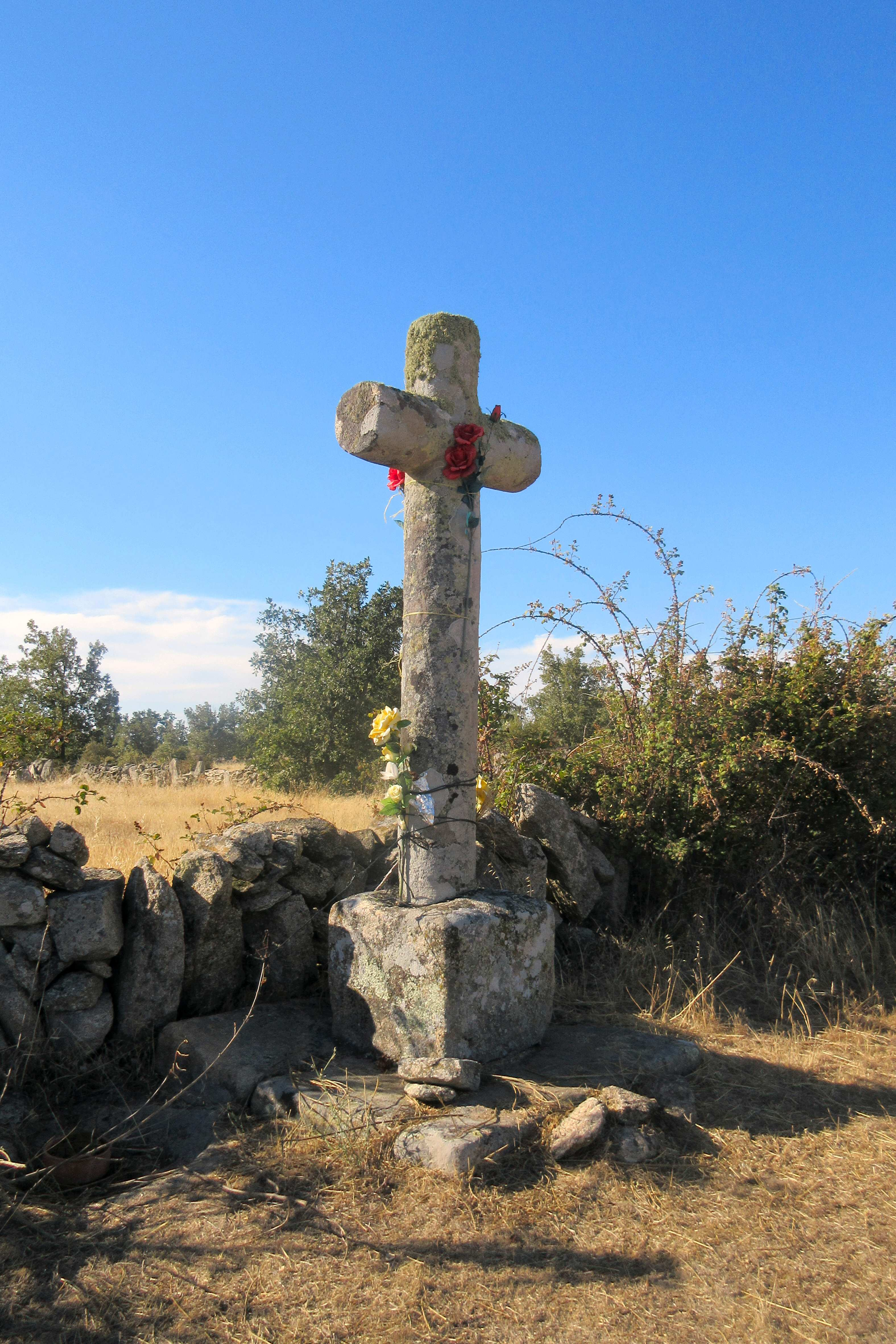
La Cruz Zamora en los alrededores de Villamor de la Ladre.

Cruz Zamora
Sencillo crucero de granito que se eleva en las afueras del pueblo, sobre una pequeña colina de amplias vistas junto al camino que, por Bermillo de Sayago, conducía a Zamora. Sobre su base existe un triángulo labrado. Según la tradición popular cada extremo señala a una de las tres vírgenes hermanas de la comarca, la virgen de Gracia, la virgen del Castillo y la propia virgen de Mediavilla. Igualmente la tradición oral local marca la ubicación de la cruz como el lugar original en el que apareció la virgen de Mediavilla, habiendo varias versiones, desde la que señala que la ermita se construyó en el lugar y fue trasladada al centro de la localidad para evitar posibles robos en el descampado, como aquella que señala que, siendo la virgen encontrada en la cruz Zamora, el pueblo se empeñó en hacerle la ermita en mitad de la villa, viniéndose abajo varias veces y reapareciendo en la cruz Zamora otras tantas.
La pisada de la Virgen
Un posible exvoto que se encuentra a las afueras del pueblo, hacia el suroeste. Se trata de dos pies, de diferente tamaño, labrados en una roca plana de granito. Se orienta hacia el oeste.
Patrimonio etnográfico
Por toda la localidad se encuentran las habituales muestras de arquitectura rural de la comarca, tanto las cortinas como los huertos, las portaladas de las casas y los potros de herrar. Varias decenas de fuentes se extienden por todo el término, muchas de ellas aún en uso por la ganadería, así como pontones y pasarelas. En el pueblo se encuentran casas con símbolos decorativos de gran sencillez, como una cabeza labrada en una casa al sur del pueblo en la que, entre dos aspas de apariencia céltica comunes en la comarca, se señala al autor del edificio; o una vivienda cerca de la iglesia en la que se labraron figuras como la de un pan. Junto a la iglesia se conservan los restos de un antiguo molino eléctrico que sustituyó a los antiguos molinos harineros, que se ubicaban al oeste del pueblo, sobre las aguas de la Ribera de los Molinos y donde pueden apreciarse las ruinas de cuatro molinos en el límite con Monumenta y Tudera. Se conservan en mal estado los restos de dos lavaderos.
También se conserva el uso de algunas palabras procedentes del leonés, al igual que en los pueblos limítrofes, pero su uso es residual y simplemente recordatorio de que alguna vez se habló. Hoy queda reducido a algunas construcciones verbales y palabras sueltas que se han conservado en el habla en castellano, como la que se refiere a las múltiples lagunas del pueblo como «llagonas».